# Corvo-marinho-de-faces-brancas

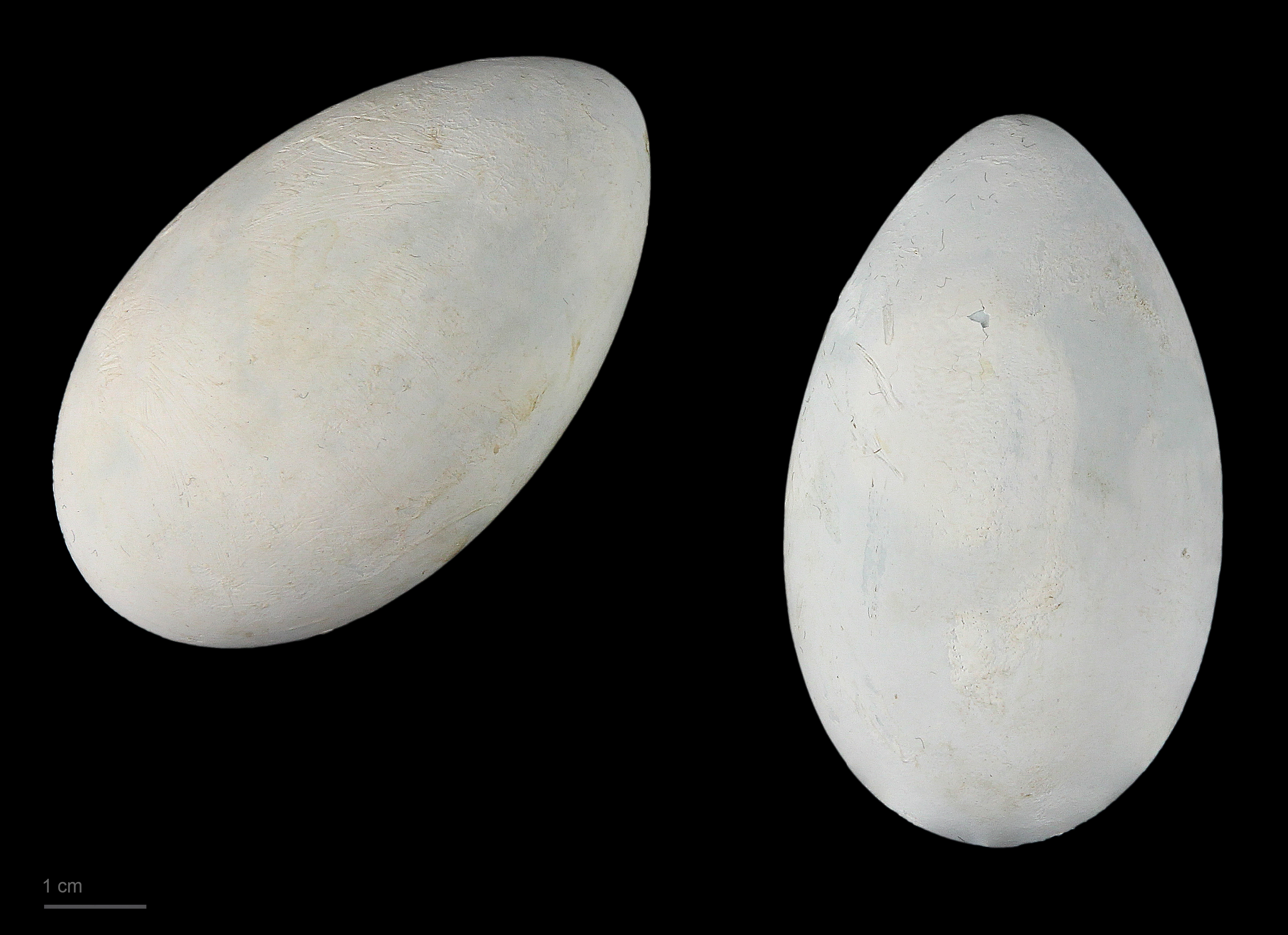
Phalacrocorax carbo - MHNT

O cormorão ou corvo-marinho-de-faces-brancas (Phalacrocorax carbo) é uma ave da ordem dos suliformes, com ampla distribuição geográfica. A espécie ocorre em todo o continente africano, Europa, Ásia central e do sul, Oceania e América do Norte. Habita principalmente zonas costeiras, mas também pode ser encontrado em lagos interiores, áreas pantanosas e estruturas artificiais como barragens.
O corvo-marinho-de-faces-brancas tem aproximadamente 90 cm de comprimento e cerca de 150 cm de envergadura. A sua plumagem é bicolor: preta com brilho esverdeado no dorso, asas e parte posterior do pescoço, e branca na zona da face, garganta, peito e ventre. Na época de reprodução, os adultos adquirem uma mancha branca na parte exterior das coxas. Como em todos os cormorões, o pescoço é longo e o bico é ligeiramente encurvado na ponta. Os olhos são verdes e a pele em seu redor é amarela. O papo verde é uma das características distintivas da espécie.
É uma ave de hábitos solitários, mas pode ser encontrada em grandes bandos em zonas ricas em alimento. O corvo-marinho-de-faces-brancas alimenta-se principalmente de peixes que pesca em mergulho, consumindo também anfíbios, crustáceos e moluscos. Após cada período de pesca, como todos os corvos-marinhos, descansa com as asas abertas ao sol de modo a secar as penas, que não são impermeáveis.
A época de reprodução decorre em alturas variáveis do ano, consoante a localização geográfica das populações. Os corvos-marinhos nidificam em colónias de centenas de casais, em locais que podem ser reaproveitados de ano para ano. Ao fim de algumas estações, as colónias ficam cobertas de guano, que pode ser explorado comercialmente como fertilizante. O ninho é pouco elaborado, construido com ramos em árvores perto de água, penhascos ou diretamente no solo. Cada postura contém em média 3 a 4 ovos alongados de cor branca-esverdeada. A incubação é feita por ambos os membros do casal ao longo de 27 a 28 dias. Os juvenis recebem cuidados parentais dos dois progenitores durante cerca de dois meses.
O corvo-marinho-de-faces-brancas não se encontra em risco de extinção, embora algumas populações estejam ameaçadas por poluição e degradação de habitat, sobretudo junto de colónias de nidificação.

## Taxonomia
São reconhecidas 5 subespécies:
- P. c. carbo - costas do Atlântico Norte
- P. c. sinensis - sul e centro da Europa, Ásia até ao Japão e ao Sri Lanka
- P. c. maroccanus - costas do noroeste de África
- P. c. lucidus - África oriental e do sul - considerado uma espécie distinta por alguns autores, Phalacrocorax lucidus.
- P. c. novaehollandiae - Nova Guiné, Austrália e Nova Zelândia